# أندريا ماير (كاتبة)
أندريا ماير (بالإنجليزية: Andrea Meyer)‏ (27 مارس 1968)؛ كاتِبة، سيناريست، صحفية وروائية أمريكية.

## روابط خارجية
- اندريا ماير على موقع IMDb (الإنجليزية)
- اندريا ماير على موقع كينوبويسك (الروسية)